# Acousmetre
Acousmetre bezeichnet nach der Definition des französischen Musiktheoretikers und Wissenschaftlers Michel Chion eine Off-Stimme in Film, Funk und Fernsehen sowie modernen Sprachanwendungen, die scheinbar alles sieht und weiß, omnipotent und raumübergreifend ist. Chion leitet den Begriff aus der Akusmatik nach Schaeffer ab, deren Klangerzeugungsmittel weder sichtbar noch identifizierbar sind, und nennt als Beispiel den sprechenden Computer HAL 9000 aus dem Film 2001.
Nach Chion übt die Off-Stimme deshalb eine so große Macht auf den Rezipienten aus, weil sie ihn in das archaische Stadium der ersten Lebensmonate im Mutterleib zurückführt, wo als erster der menschlichen Sinne das Hören entsteht und die ersten wahrgenommenen Klänge die Sprache der Mutter sind, die ebenfalls die Eigenschaften eines Acousmetre erfüllt. Während das Sehen partiell und gerichtet ist, ist das Hören omnidirektional. Wir können nicht sehen, was hinter uns ist, aber wir können in alle Richtungen hören.